# Renanthera breviflora
Renanthera breviflora är en orkidéart som först beskrevs av Heinrich Gustav Reichenbach, och fick sitt nu gällande namn av Rod Rice och Jeffrey James Wood. Renanthera breviflora ingår i släktet Renanthera och familjen orkidéer. Inga underarter finns listade i Catalogue of Life.